# Pilot (Supernatural)
"Pilot" é o primeiro episódio da série de televisão de fantasia e terror americana Supernatural. Estreou pela emissora The WB em 13 de setembro de 2005, e foi escrito pelo criador da série, Eric Kripke, e dirigido por David Nutter. O episódio piloto de Supernatural apresenta os personagens Sam (Jared Padalecki) e Dean Winchester (Jensen Ackles), irmãos que viajam pelo país para caçar criaturas sobrenaturais, e nele lutam contra a "Mulher de branco" (Sarah Shahi), enquanto estão em busca de seu pai desaparecido (Jeffrey Dean Morgan).
Kripke desenvolveu o conceito por dez anos até ser lhe dada a permissão para criar uma série de televisão. Antes que pudesse ser filmado, o roteiro sofreu várias revisões. Foi produzido em Los Angeles, apesar de futuros episódios terem sido filmados em Vancouver, na Colúmbia Britânica, para economizar dinheiro. O episódio estabeleceu a tradição da série de uma trilha sonora com músicas de rock e incluiu uma música de fundo cantada pelo amigo do autor, Christopher Lennertz. A estreia da série recebeu críticas mistas, com os críticos elogiando os elementos de terror, porém tiveram opiniões diferentes das performances dos atores principais.

## Enredo
Em Lawrence, Kansas, Mary Winchester (Samantha Smith) investiga um som vindo do berço de seu filho Sam. Ela vê uma figura de pé sobre o seu berço, e começa a confronta-lo. Seu marido, John (Morgan), é acordado por seus gritos e encontra sua esposa presa ao teto com uma barra sobre seu estômago. Ela explode em chamas, e John é forçado a evacuar a casa com Sam e seu filho mais velho, Dean.
Vinte e dois anos depois, Sam (Jared Padalecki) e sua namorada Jessica Moore (Adrianne Palicki) vão comemorar sua alta pontuação em um teste de admissão para a faculdade. Mais tarde naquela noite, Dean aparece na casa de Sam. Embora os irmãos não se falem há anos, Dean vem procurando ajuda para encontrar seu pai, que desapareceu enquanto estava caçando uma entidade sobrenatural. Depois que Sam ouve uma mensagem de voz de seu pai que contém um fenômeno de voz eletrônica de uma mulher dizendo: "Eu não posso mais voltar pra casa", ele concorda em ajudar Dean na pesquisa. Os irmãos dirigem-se para o último paradeiro conhecido de John — a cidade de Jericho — onde ele estava investigando o desaparecimento de jovens ao longo de um único trecho da estrada há mais de dez anos. Sam e Dean descobrem uma lenda local de uma garota assassinada que volta como um fantasma homicida que pede por carona. A pesquisa aponta para Constance Welch (Shahi), que saltou de uma ponte morrendo nas proximidades depois de afogar os seus filhos. Enquanto são emboscados na ponte naquela noite, Sam diz a Dean que ele não quer voltar a caçar criaturas sobrenaturais. Ele ressalta que encontrar qualquer criatura que matou sua mãe — uma tarefa que o pai deles tem dedicando sua vida — não vai trazê-la de volta. Os dois são interrompidos por uma mulher fantasmagórica que salta de uma ponte. Sam e Dean vão mais tarde verificar em um motel local, e descobrem que seu pai também havia alugado um quarto. Eles arrombam a porta e descobrem sua pesquisa espalhados por todo o quarto, todos os seus achados apontam para Constance ser uma mulher de branco.
Quando Dean sai da sala para conseguir comida, é preso por policiais, que acreditam que ele está ligado aos desaparecimentos. Na delegacia, eles mostram-lhe o diário de John, e ele percebe a mensagem "Dean 35-111" escrito neles. Como é interrogado, Sam rastreia o marido de Constance (Steve Railsback), e descobre as localizações do local de seu túmulo e a casa em que ela afogou seus próprios filhos. Sam então faz uma falsificação de uma chamada 911 para Dean poder escapar da delegacia. No entanto, a mulher de branco prende Sam em seu carro; ela tenta seduzi-lo e pede que a leve para casa. Sam se recusa, e ela ataca uma vez que chegam a sua antiga casa. Dean a força temporariamente a se dissipar, atirando com sal grosso, e seu irmão aproveita a oportunidade para bater o carro na casa. Constance reaparece e os ataca, mas os espíritos de seus filhos a confrontam. Eles abraçam sua mãe, e a família desaparece.
Dean deduz que as mensagem de John eram coordenadas de onde se dirigia. Sam ainda não quer se juntar à pesquisa, por isso seu irmão o deixa em seu apartamento. Deitado sozinho na cama, Sam descobre Jessica presa ao teto com sangue através de seu estômago. Ela acende em chamas quando Dean quebra a porta para resgatá-lo. Enquanto os bombeiros tentam apagar as chamas, Sam decide se juntar a seu irmão na busca de seu pai e a criatura que matou sua mãe e Jessica.

## Produção

### Desenvolvimento
O criador da série, Eric Kripke, já tinha escrito para a WB a série Tarzan, e foi oferecido a oportunidade para ele lançar novas idéias à rede. Ele aproveitou a oportunidade para Supernatural, um conceito que vinha desenvolvendo há quase dez anos. Kripke imaginou Supernatural como uma série de viagens pelas estradas, considerando "a melhor forma de contar as histórias visto que é algo puro, nu e incomparavelmente americano... Estas histórias existem nestas pequenas cidades em todo o país, e isso só faz sentido se for conduzido dentro e fora dessas histórias". Embora a rede rejeitou seu passo inicial — um repórter de tabloide investiga ocorrências sobrenaturais em todo o país — eles ainda estavam interessados em uma série que caracteriza lendas urbanas. Kripke rapidamente sugeriu uma série ao estilo Rota 66, e a rede adorou. A filmagem recebeu sinal verde após a contratação do diretor David Nutter, que tinha anteriormente trabalhado com Kripke em Tarzan.

### Elenco e personagens

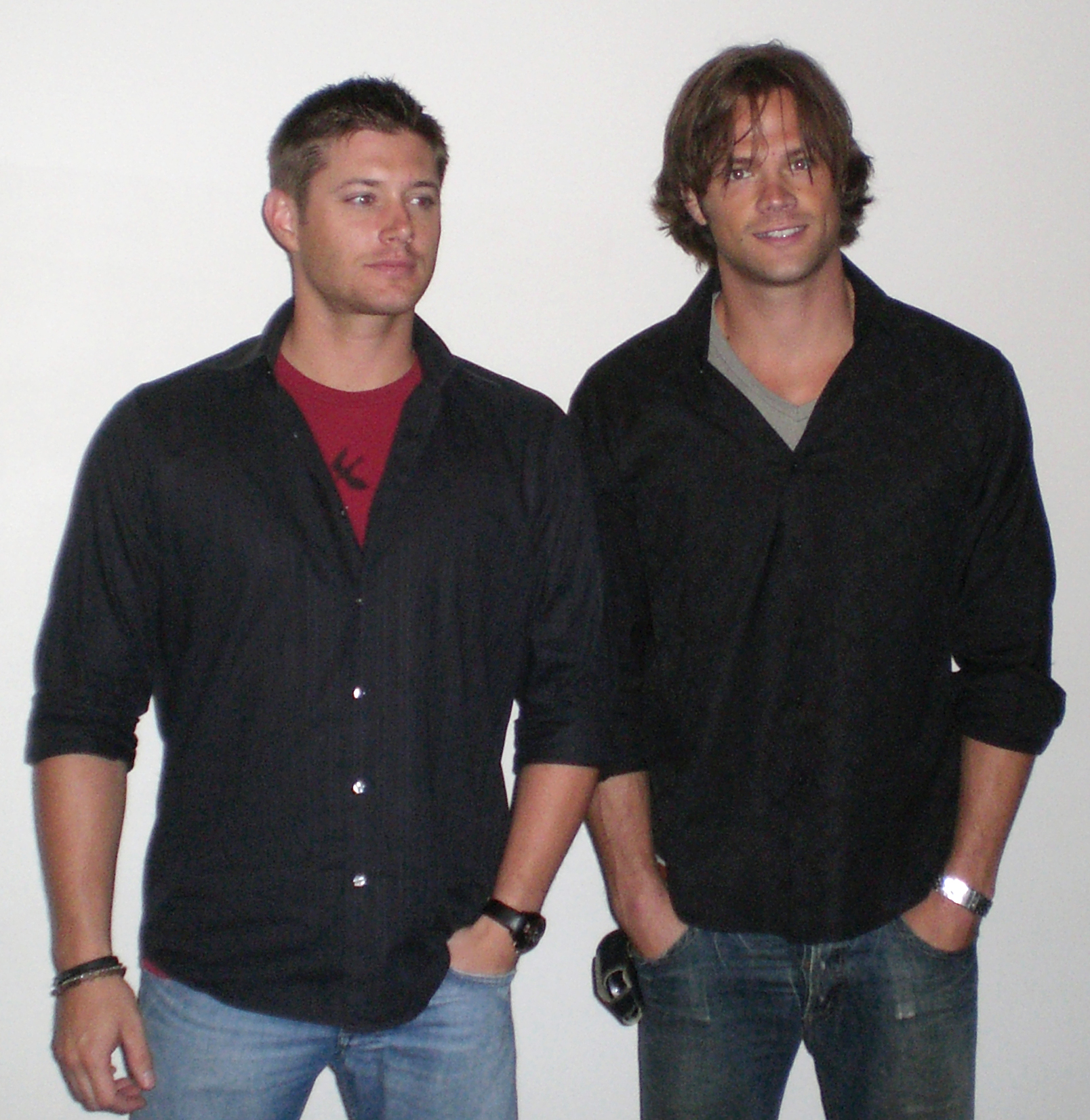
Ackles (esquerda) e Padalecki (direita) foram os únicos atores a audição para os papéis principais de Dean Winchester e Sam.

O piloto foi estrelado por Jared Padalecki e Jensen Ackles como Sam e Dean Winchester, Kripke queria o mais semelhante o possível a Luke Skywalker e Han Solo de Guerra nas Estrelas. Padalecki conhecia os produtores executivos McG e Nutter, os primeiros a convencê-lo a fazer um teste para o papel. Ele estava animado para iniciar "o herói relutante", e o comparou ao Neo de Matrix. No entanto, Nutter também pediu para Ackles a audição para o papel de Sam. Nutter e Kripke se encontravam em uma situação difícil, eles sentiram que os dois atores foram ótimos como Sam. Para remediar a situação, o presidente da Warner Bros. Peter Roth sugeriu que Ackles fizesse o teste para Dean. Kripke concordou, acreditando que Ackles tinha a "atitude de sabichão" e havia "nascido para atuar" o tipo de personagem de Harrison Ford, e Ackles preferiu o personagem de Dean depois de ler o roteiro. Ambos os atores foram os únicos na audição, e os executivos da rede imediatamente perceberam uma química fraternal entre ambos. O ator Bruce Campbell de Evil Dead foi a primeira escolha de Kripke para retratar John Winchester, pai de Sam e Dean. No entanto, Campbell não estava disponível, e Jeffrey Dean Morgan, eventualmente, conseguiu o papel. Com a cena de Morgan tendo lugar 22 anos antes da série, ele esperava ser substituído por um ator mais velho nos episódios subsequentes, e foi surpreendido quando, mais tarde, lhe pediram para retomar o papel.
Para o papel de Constance Welch — a mulher de branco — a produção partiu para encontrar a "atriz perfeita". Nutter, um fã de The L Word, tinha visto um episódio com a atriz Sarah Shahi uma noite durante o processo de fundição. Sentiu que ela era "verdadeiramente forte" e uma "atriz muito boa", com uma "qualidade sedutora sobre ela". Surpreso quando ela veio fazer um teste no dia seguinte, sabia que ela "já tinha o papel quando entrou pela porta". Porque a cena envolvendo o marido de Constance Joseph Welch apenas discute o passado de Constance, a cena dependia da performances dos atores. Buscando um "grande ator", Nutter recordou sua experiência anterior de trabalho com Steve Railsback, e lhe ofereceu o papel. Outros convidados incluem Adrianne Palicki como a namorada de Sam, Jessica Moore, e Samantha Smith como Mary Winchester. Este último sentiu que conseguiu o papel devido a sua brincandeira com Nutter durante a audição.

### Roteiro
O episódio foi escrito pelo criador da série Eric Kripke, que descreveu a sua criação como um "processo muito difícil, do parto", devido a inúmeras regravações necessárias. A versão original não apresentam a Mulher de Branco, e John Winchester morreu no teaser. No script revisado, Sam e Dean Winchester foram criados por sua tia e tio, em vez de seu pai. Devido a isso, Sam não tem conhecimento de que os seres sobrenaturais existem, e Dean deve convencê-lo da verdade, quando ele pede ajuda. Kripke percebeu isso fez a história de fundo muito complicado, e retrabalhadas com co-produtor executivo Peter Johnson, para que seu pai criou para serem caçadores como ele. Esta decisão concedida a proficiência irmãos em ambos lutando e burla pessoas. Outros conceitos revistos incluído Sam acreditar Dean ser um serial killer que assassinou seu pai, e John morrer em vez da namorada de Sam, Jessica. A cena em que os irmãos discutem a sua infância e mergulham em sua história de fundo foi reescrito 20 a 30 vezes, e a versão final foi muito cortada.
Uma cena de posto de gasolina dentro do episódio foi feito para estabelecer o que os irmãos e as séries são sobre-bantering, fraudes de cartão de crédito, e rock clássico; Kripke temia que iria ser cortado porque era baseado em caracteres e não mais o episódio do enredo. Ele também não queria que a série a música característica balada típica da rede WB, e obrigou o uso de rock clássico para a trilha sonora por escrever a música para o script. Para vilão do episódio, Kripke usou o urbano bem conhecido lenda do caroneiro de fuga, mas combinou com a lenda mexicana La Llorona para dar o espírito mais motivação e caracterização. O fantasma era mais jovem em uma versão anterior do script, e assassinado seus pais, em vez de seus filhos, o que era revisto para permitir o vazamento de uma antiga atriz.
Originalmente, o estúdio não queria que Kripke matasse Jessica no final do episódio, mas sim mantê-la como um personagem recorrente na série. Kripke sentiu que isso não caberia no formato da série, e decidiu tê-la revelado como um demônio, com a revelação levando Sam para se unir-se à Dean na caçada. No entanto, com apenas um curto período de screentime disponível para descrever isso, Kripke acreditava que seria um "aspecto difícil de vender". Porque Luke Skywalker só começa sua jornada depois da morte de sua tia e tio, Kripke achou mais apropriado para a motivação de Sam ser a morte de Jessica. Assim, o personagem é assassinado da mesma maneira como a mãe de Sam, fazendo com que as mortes dos "bookends direito".

### Filmagens

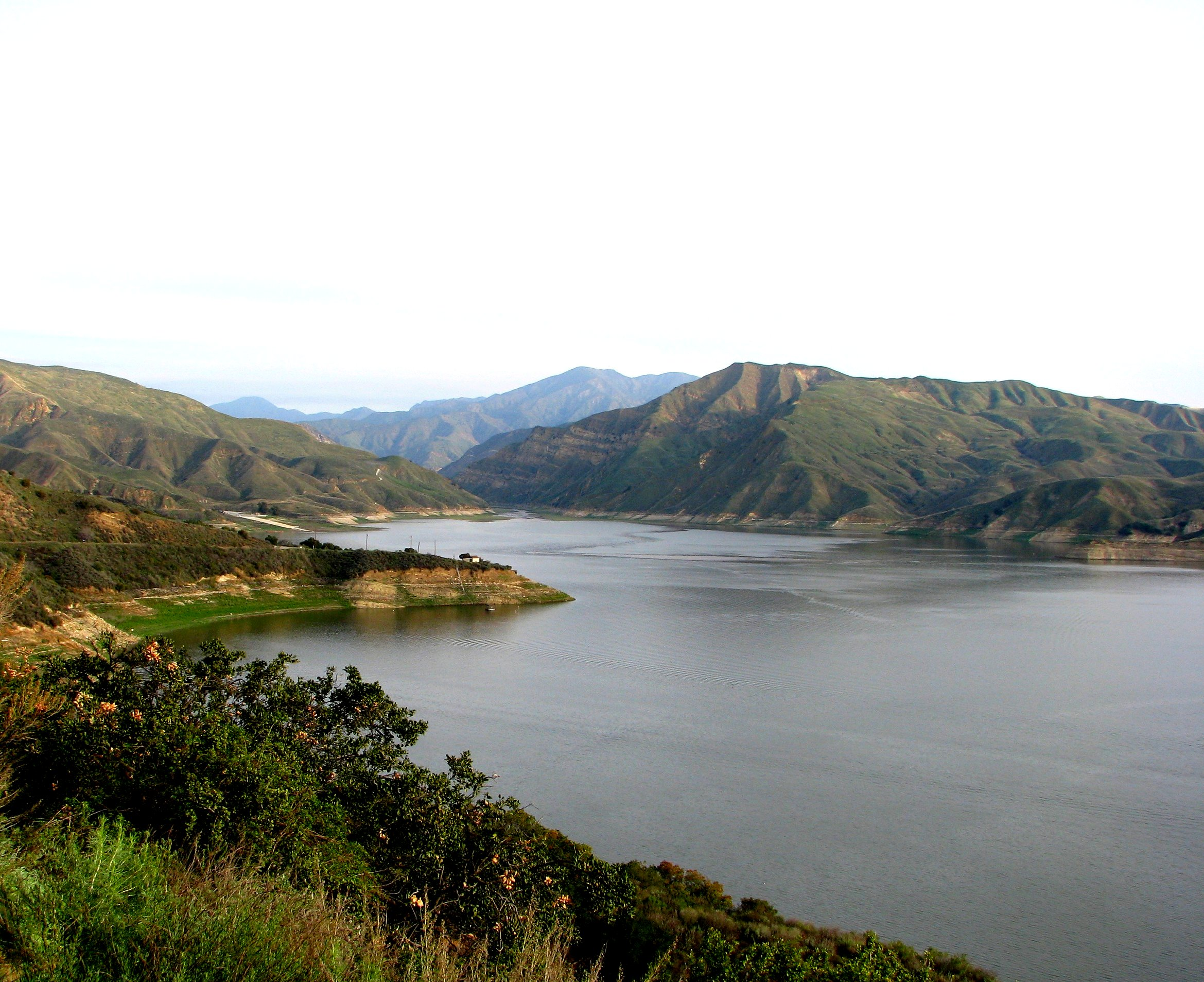
Lake Piru, localizada no Condado de Nevada, local onde ocorreram as gravações para o episódio piloto da série.

As filmagens para o piloto tiveram lugar em Los Angeles, apesar dos episódios subsequentes da série serem filmados em Vancouver, Colúmbia Britânica para economizar dinheiro. As seqüências foram filmadas na ponte de Lake Piru, perto do local das filmagens de Guerra dos Mundos, e da biblioteca e as cenas foram filmadas numa cabine telefônica em uma escola primária. bebês Triplet retratado Sam em provocação do episódio, e produção encontrou dificuldades para levá-los a chorar na hora. Apesar de uma casa de verdade serviu como o primeiro nível andares no teaser, o andar de cima foi construído sobre um palco de som por causa dos efeitos especiais necessários para a morte de fogo de Marry. O script reescreveu a seqüência da abertura de uma introdução melhor para Sam eram precisas novas refilmagens necessárias sobre o conjunto de The O.C. dois meses após as filmagens principais.

### Efeitos
Para descrever os aspectos sobrenaturais do show, a série faz uso de efeito visuais, em make-up, bem como stuntwork. As empresas, como efeitos visuais empresa Entity FX, foram contratados para a produção do episódio piloto. Os episódios subseqüentes foram filmadas em Vancouver e exigiu uma nova equipe que trabalha exclusivamente para o show. A cena de morte de Mary Winchester, que tinha o caráter preso ao teto e queimada até a morte, exigida que atriz Samantha Smith deixa-se o chão com duas tubulações de gás propano jorrassem o fogo cerca de cinco metros de distância dela em ambos os lados. Para a queima real do personagem, um corpo falso a equipe com o nome "Cristina" foi feita de arame e papel machê, e foi então inflamado em um teto falso. No entanto, a sala rapidamente pegou fogo, forçando uma evacuação. A tela Verde coincidiu com os efeitos visuais para a mulher fantasmagórica em branco, e produtor executivo McG escolheu para fazer as imagens de sua seqüência de morte uma homenagem a Chris Cunningham é Aphex Twin "video Windowlicker". horror japonês também influenciou a cena, como os uniformes escolares usados pelas crianças fantasmas, a água em cascata pelas escadas, e os elementos das águas escuras.

### Música
O episódio está sintetizado partitura orquestral foi escrito por Christopher Lennertz, vizinho e amigo de Kripke. Os dois participaram USC School of Cinematic Arts em conjunto, e trabalharam juntos em vários projetos depois. Lennertz descrito Supernatural como "uma daquelas situações de sonho onde você começa a trabalhar com alguém que você admira, mas também ter um relacionamento com já", e observou que ele e Kripke "já estavam na mesma página, mesmo sem falar [da música da série]".
Para as cenas envolvendo as mortes de Marry e Jessica nas mãos do demônio Azazel, Lennertz utilizou um solo de piano com notas dissonantes e reverberações de criar um "fato desagradável" efeito de eco de som. Ele viria a reutilizar este tema no episódio da primeira temporada "Nightmare". O episódio também incluiu um número de canções de rock, que se tornou uma tradição para a série. Kripke queria apresentar a música "Enter Sandman", mas o Metallica não iria conceder permissão.

## Repercussão

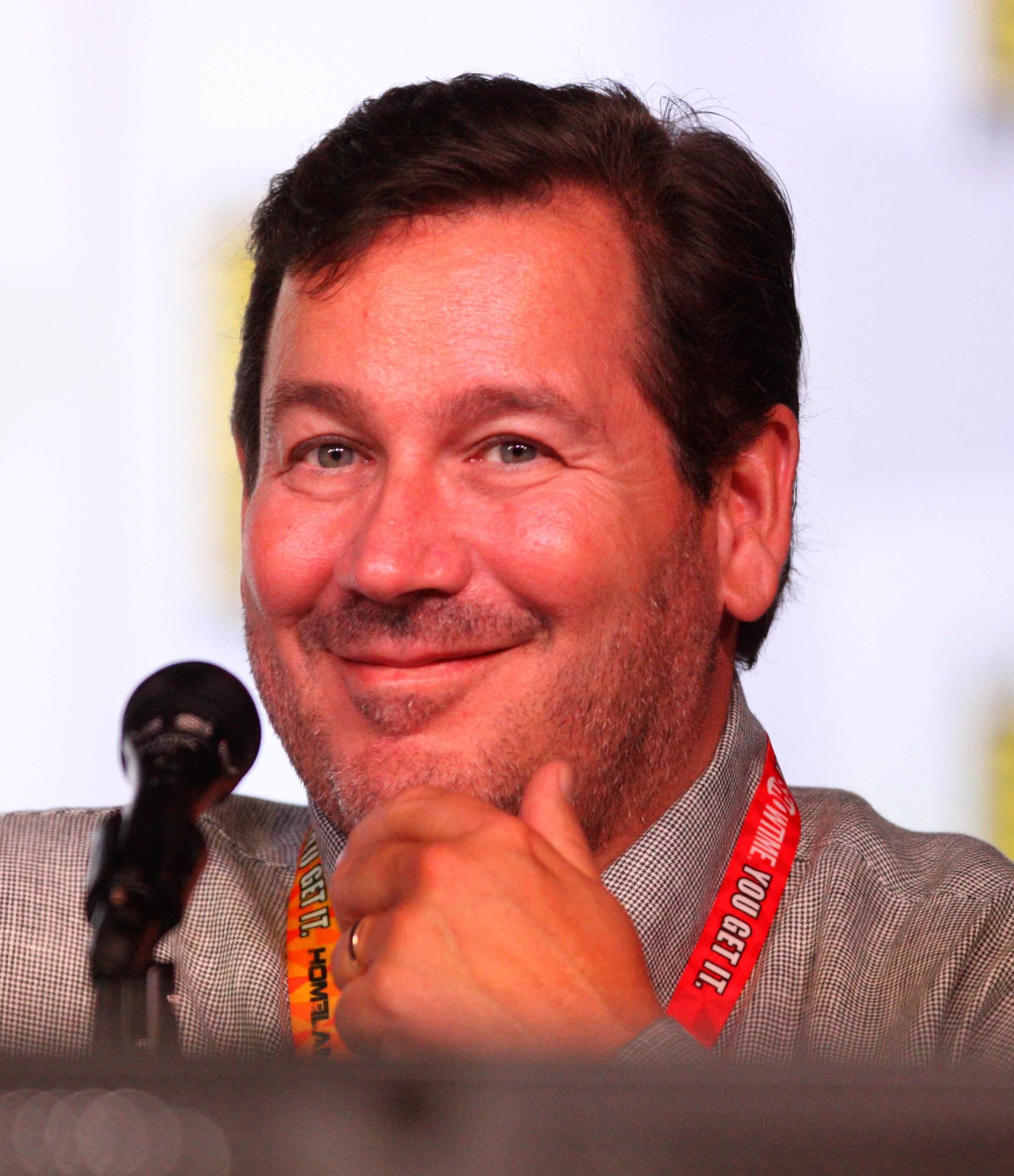
David Nutter dirigiu o episódio.

Em sua transmissão original, o piloto foi visto por cerca de 5,69 milhões de telespectadores. O episódio recebeu opiniões favoráveis e adversas por parte dos críticos. Diana Steenbergen do IGN, que ficou "fascinada" de imediato, deu ao episódio piloto uma pontuação de 8,5 em 10. Para ela, o episódio teve um início "emocionalmente muito forte", e as cenas "verdadeiramente assustadoras" das mortes de Mary e Jess "irão assombrar...os espetadores". Steenbergen elogiou tanto os argumentistas como os atores principais, pelas "cenas de exposições tão naturais, na generalidade", e que Ackles e Padalecki pareceram "realmente irmãos". Também elogiado por este "bem conseguido" episódio foi o realizador David Nutter, que fez "um excelente trabalho na conceção/construção do ambiente e no tom da série. Também creditado por este episódio "bem passeado" foi diretor David Nutter, que fez um "excelente trabalho de criação da atmosfera e tom da série". Da mesma forma, Don Williams do BuddyTV postulou: "É quase tão bom quanto um piloto pode ser". Ele classificou-o como o nono de seus episódios favoritos das três primeiras temporadas, acreditando que introduz os personagens "maravilhosamente" e "de uma forma memorável" estabelecendo o universo da série. Robert Bianco do jornal diário USA Today considerou a série como possivelmente "a mais simples e mais assustadora" das séries negras da temporada, e escreveu: "Não pretende mais do que assustar-nos - esta noite, conseguiu." Ele apontou que o episódio "recorre a umas quantas surpresas" e "direciona-se para um fim que evita oportunidades românticas para Dean". Contudo, Bianco critica as "pausas cômicas", e sentiu que a "faceta cômica" de Ackle não "era tão hábil como precisava de ser", com as tentativas de Ackle para ser "humoristicamente inconveniente" acabarem por torná-lo "simplesmente inconvenientes". Apesar do episódio ter um vilão um tanto banal e uma solução "relativamente simples", Brian Lowry do Variety considerou a estréia da série como "um mergulho promissor para a escuridão". Lowry aplaudiu Ackles, que "traz um charme descontraído e envolvente a personalidade sábia e à noção absurda de viajar o país com uma mala cheia de estacas de madeira e água benta".
Alessandra Stanley de The New York Times disse que a primeira metade do episódio foi "bastante eficaz", com os "ângulos de câmera, música assustadora e sequências de saltos...[sendo] tão assustadora como aqueles encontrados em qualquer filme de terror, com uma pitada de suspense". No entanto, ela considerou a representação do vilão fantasmagórica como "muito boba", e assinalou o segundo semestre "parar de suspense edifício e transforma previsível". Chamando a série de "enseada dos Caça-Fantasmas", Stanley sentiu que o episódio "reverte para um drama familiar da WB sobre os laços entre dois irmãos incompatíveis e seu pai". Da mesma forma, Matthew Gilbert, do Boston Globe chamado Ackles e Padalecki de "genéricos bonitinhos que sustentam seus lábios com força, exceto para pronunciar a palavra 'Cara'". Embora Gilbert observou que há algumas reviravoltas "moderadamente assustadoras", ele descobriu que há "nada sobre a história central da família em Supernatural ou seus atores sem graça que o torna viciante".
O trabalho no episódio piloto conquistou duas nomeações ao Prêmios Emmy. Lennertz foi indicada na categoria de "Exelenlente composição musical para uma série (sublinado dramático)", e os editores de som para "edição excepcional de som numa série".